# Emilio Giaccone
Emilio Giaccone (Vaie, 8 luglio 1902 – Vaie, 1º agosto 1972) è stato un membro dell'ufficio centrale dell'Azione Cattolica Italiana dagli anni '30 agli anni '50, tra i fondatori dell'Anonima Veritas Editrice e presidente dell'Enaoli fino al 1970.

## Biografia
Nato a Vaie in Valle di Susa l'8 luglio 1902 da Silvino Giaccone e Agostina Girardi, Emilio Giaccone prima della maggiore età lavora due anni alle Officine Moncenisio di Condove. Quindi presta servizio militare nel Corpo degli Alpini nella sua Valle, a Susa. Si iscrive nel 1920 alla Gioventù Italiana di Azione Cattolica (GIAC), ha modo di conoscere Zaccaria Negroni, laziale che studia al Politecnico di Torino, e di stabilire con lui una profonda amicizia e condivisione di ideali.

### Dagli anni '20 agli anni '40
Nel 1925 raggiunge Zaccaria Negroni nel Lazio, a Marino (provincia di Roma); qui incontra Mons. Guglielmo Grassi, in seguito vescovo, che proponeva l'impegno sociale dei laici cristiani consacrati. Fondano i  "Discepoli di Gesù, associazione religiosa laicale che si mantiene tramite l'apertura di un'attività tipografica. Giaccone si mette al servizio dell'Azione Cattolica ed è chiamato ad insegnare matematica nei seminari minori di Campobasso e Rieti, in quest'ultima città chiamato dal Vescovo Massimo Rinaldi; nel contempo si occupa di oratorio e di costituire circoli giovanili di Azione Cattolica. Nel 1931 viene nominate tesoriere nazionale della ricostituita GIAC a Roma, dove con Gedda e Negroni contribuisce alla diffusione della Sezione Aspiranti e alla pubblicazione della rivista il Vittorioso affidata alla direzione di don Francesco Righetti. In seguito ai decreti di scioglimento dell'Azione Cattolica emanati dal regime fascista, Pio XI scrive, in lingua italiana, l'enciclica Non abbiamo bisogno; la sua pubblicazione venne proibita dal regime, ma dalla tipografia di Marino (sotto la responsabilità di Negroni) uscirono numerose copie, distribuite in tutti Italia mascherate da bollettini parrocchiali. Luigi Gedda, Giulio Pastore e Zaccaria Negroni fondano l'Anonima Veritas Editrice, casa editrice di testi e giornali dell'Azione Cattolica Italiana. Emilio Giaccone ne è tesoriere per molti anni e vice presidente.

### La Liberazione e l'Enaoli
Nel 1944, dopo la liberazione di Roma, gli viene conferito l'incarico di Commissario Governativo dell'Ente Assistenza agli Orfani dei Lavoratori infortunati, poi Ente Nazionale Assistenza agli Orfani dei Lavoratori Italiani (ENAOLI) di cui diventa presidente. Questa diviene la sua attività prevalente in tutti i venticinque anni successivi, anche se non abbandona mai né l'Azione Cattolica né i "Discepoli di Gesù". Emilio Giaccone promuove l'attività sportiva per i ragazzi dell'Enaoli, avvicinando molti ragazzi allo sport. Non volle mai abbracciare la carriera politica.

### L'impegno educativo
Per venticinque anni Giaccone presiede l'ENAOLI sviluppando attenzione non solo per il miglioramento dell'ente ma anche nel metodo educativo, facendo nascere anche case-famiglia con educatori formati dal Centro Pedagogico Agostina e Silvino Giaccone. Nel 1972, lasciata la presidenza Enaoli, assume la presidenza del Centro Nazionale Economi di Comunità.

### La morte improvvisa
Muore improvvisamente il 1º agosto 1972 in Valle di Susa mentre trascorre le vacanze estive nel paese natio, Vaie. Alle esequie partecipano anche le bambini dell'Istituto Giuseppina Saragat di Anzio, in rappresentanza di tutti gli orfani dei lavoratori.

## La causa di beatificazione
L'Azione Cattolica della diocesi di Susa nel 2013 si propone postulatrice dell'istituenda inchiesta diocesana per la beatificazione di Emilio Giaccone, anche a seguito del lavoro portato avanti dal 2010 dal gruppo di studio Amici di Papà Giaccone. Il 18 settembre 2021 è stata aperta ufficialmente a Susa la fase diocesana del processo per l'accertamento delle virtù, per la  quale il Vescovo ha invitato chiunque abbia elementi utili a fornirli.